# Omari Mihajlovics Tyetradze
Omari Mihajlovics Tyetradze, születési nevén Omari Mihajlovics Oszipov (oroszul: Омари Михайлович Тетрадзе, grúzul: ომარ თეთრაძე, görögül: Ομάρι Τετράντζε; Kijev, 1963. május 2. –) grúz-orosz labdarúgóedző, korábban szovjet és orosz válogatott labdarúgó.

## Pályafutása

### Klubcsapatban
Velispiriben született a Grúz SZSZK-ban a Szovjetunióban Omari Mihajlovics Oszipov néven görög származású szülőktől. Pályafutását a Dinamo Tbilisziben kezdte. 1990-ben bajnoki címet szerzett. 1991 és 1995 között a  Gyinamo Moszkvában, 1995 és 1997 között az Alanyija Vlagyikavkazban játszott, utóbbival 1995-ben megnyerte az orosz bajnokságot. 1997-ben Olaszországba szerződött az AS Roma csapatához, ahol két évig játszott, majd a görög  PAÓK játékosa lett. 2001-ben hazatért az Alanyija Vlagyikavkaz együttesébe. 2004 és 2004 között az Anzsi Mahacskalát erősítette, 2005-ben pedig a Krilja Szovetov Szamara játékosaként fejezte be az aktív játékot. 

### A válogatottban
1991-ben 5 mérkőzésen lépett pályára a szovjet válogatottban. 1992-ben 3 alkalommal szerepelt a FÁK csapatában.
1994 és 1996 között 7 alkalommal játszott az orosz válogatottban. Részt vett az 1994-es világbajnokságon és az 1996-os Európa-bajnokságon.

## Sikerei, díjai

### Játékosként
Dinamo Tbiliszi
- Grúz bajnok (1): 1990

Alanyija Vlagyikavkaz
- Orosz bajnok (1): 1995

PAÓK
- Görög kupagyőztes (1): 2001

Krilja Szovetov Szamara
- Orosz kupadöntős (1): 2004